# Veinticinco de Mayo megye (San Juan)

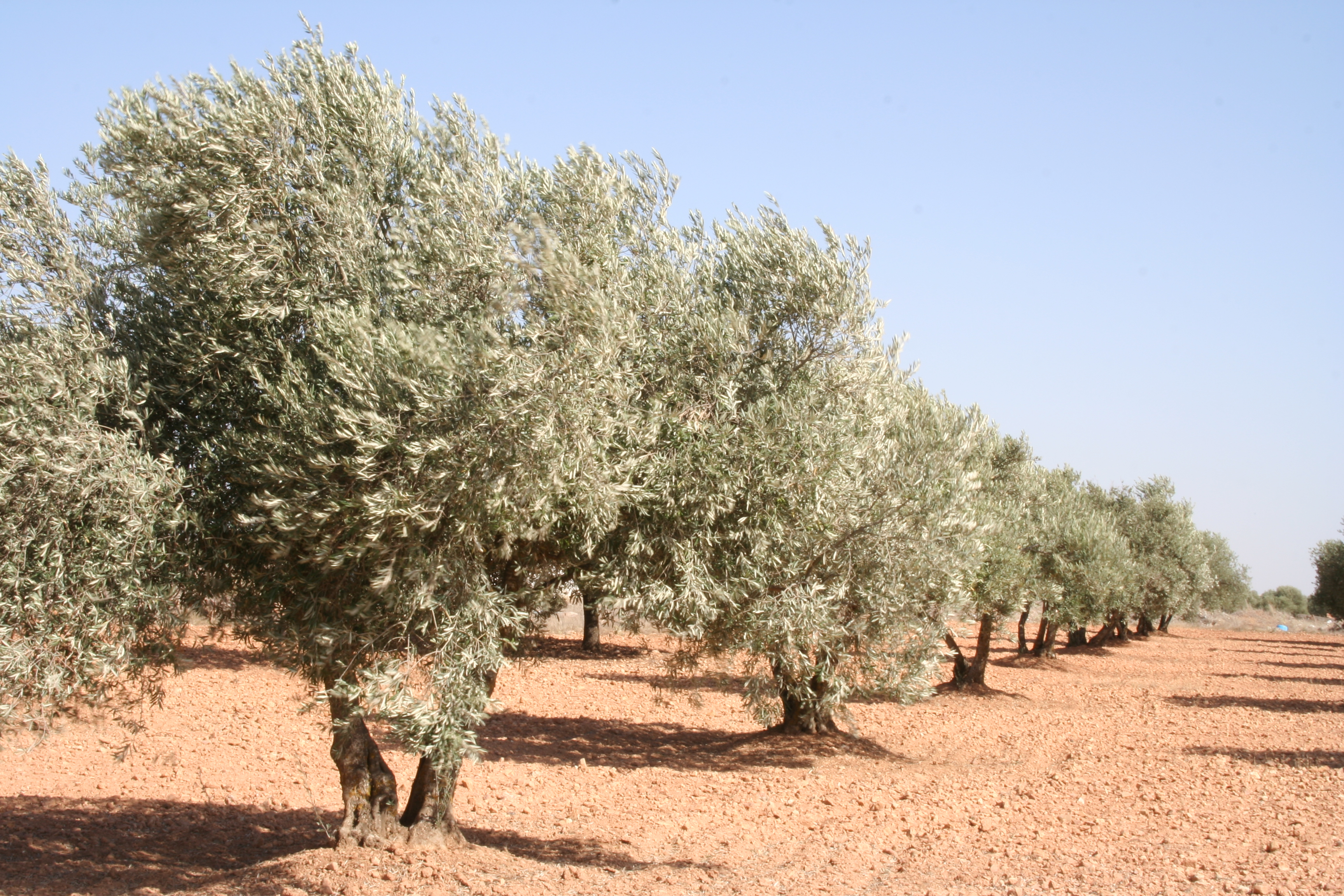
Olajfák a tartományban

Veinticinco de Mayo (spanyol nevének jelentése: május huszonötödike) egy megye Argentína nyugati részén, San Juan tartományban. Székhelye Santa Rosa.

## Népesség
A megye népessége a közelmúltban a következőképpen változott:
| Év   | Lakosság |
| ---- | -------- |
| 2001 | 15 193   |
| 2010 | 17 119   |